# Wilburton (Oklahoma)
Wilburton è un comune degli Stati Uniti d'America, situato nello Stato dell'Oklahoma, nella Contea di Latimer, della quale è il capoluogo.